# Cordry Sweetwater Lakes
Cordry Sweetwater Lakes – jednostka osadnicza w Stanach Zjednoczonych, w stanie Indiana, w hrabstwie Brown.